# ハリー・グレイ (第4代スタンフォード伯爵)

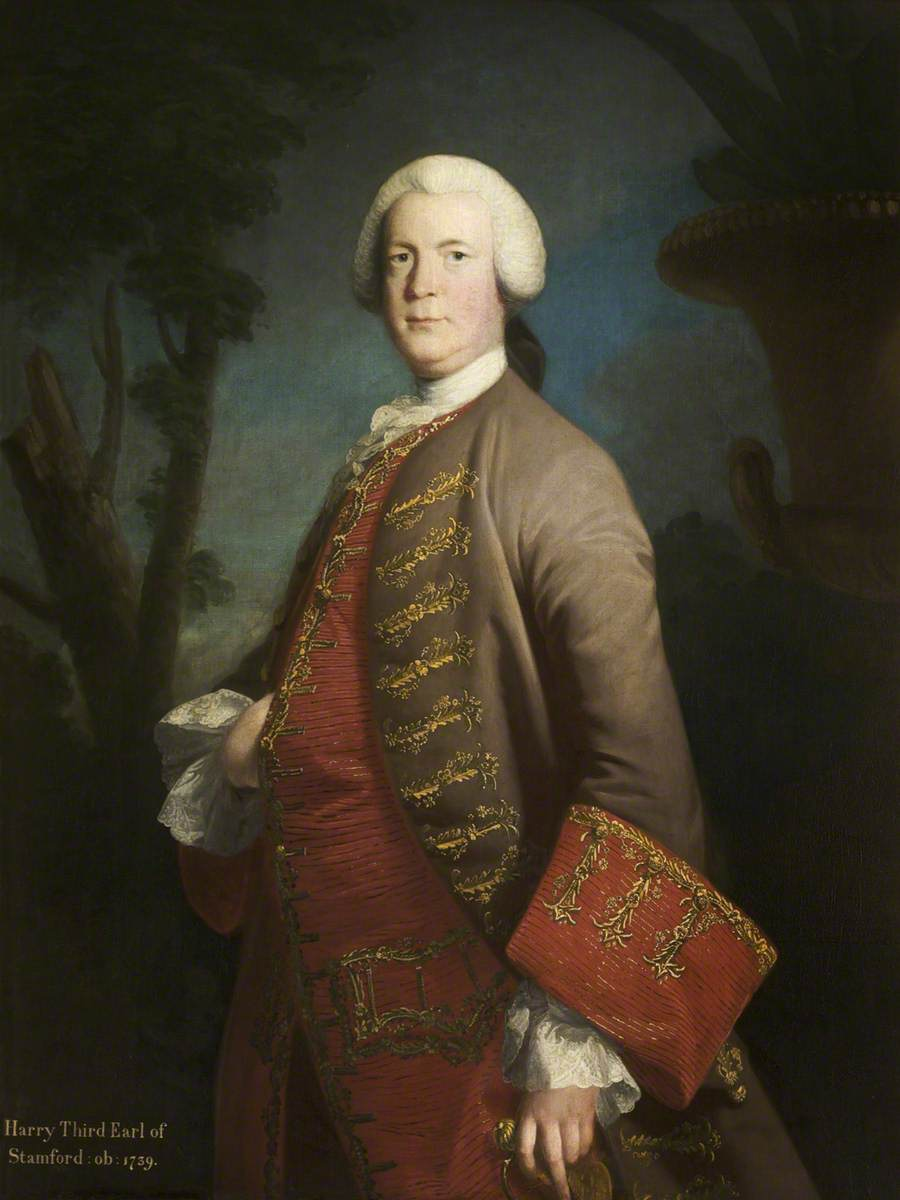
ジョシュア・レノルズによる肖像画、1756年/1757年。

第4代スタンフォード伯爵ハリー・グレイ（英語: Harry Grey, 4th Earl of Stamford、1715年6月18日 – 1768年5月30日）は、グレートブリテン王国の貴族。1720年から1739年までグレイ卿の儀礼称号を使用した。

## 生涯

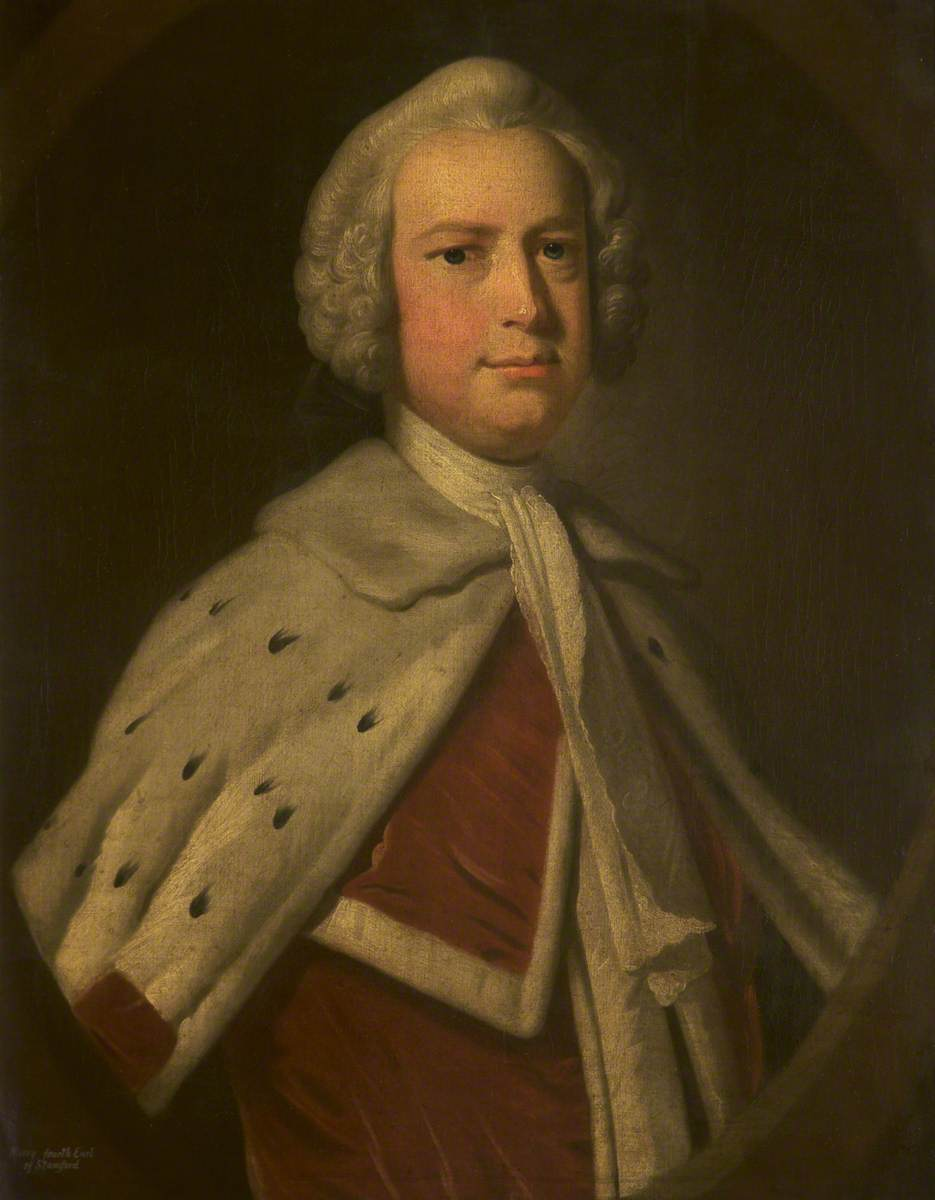
第4代スタンフォード伯爵の肖像画

第3代スタンフォード伯爵ヘンリー・グレイとドロシー・ライト（Dorothy Wrighte）の長男として、1715年6月18日に生まれた。1722年から1726年までラグビー・スクールで、1726年から1731年までウェストミンスター・スクールで教育を受けた。

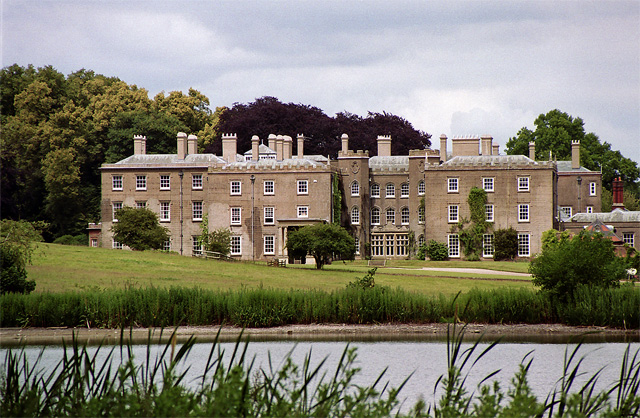
エンヴィル・ホール

1738年2月、レスターシャー選挙区の補欠選挙で野党派ホイッグ党の一員として庶民院議員に当選したが、翌1739年11月16日に父が死去すると、スタンフォード伯爵の爵位を継承した。このとき、父からレスターシャーのブラッドゲート・パークとスタッフォードシャーのエンヴィル・ホールを継承したが、第4代スタンフォード伯爵はエンヴィル・ホールを住処に選び、ブラッドゲート・ハウスをレンガで塞ぎ、ブラッドゲート・パークは狩猟用に残した。エンヴィル・ホールの敷地（面積750エーカー）は18世紀中期に大規模に美化された。
1768年6月24日に死去、長男ジョージが爵位を継承した。

## 家族
1736年5月、メアリー・ブース（Mary Booth、1772年12月10日没、第2代ウォリントン伯爵ジョージ・ブースの娘）と結婚、下記の子女を儲けた。
- ジョージ・ハリー・グレイ（1737年 – 1819年） - 第5代スタンフォード伯爵
- メアリー（1739年4月17日 – 1783年3月1日） - 1764年2月24日、ジョージ・ウェスト（初代デ・ラ・ウォー伯爵ジョン・ウェストの息子）と結婚、子供なし
- ブース（英語版）（1740年 – 1802年） - 庶民院議員、子供あり
- ジョン（1743年5月22日 – 1802年7月12日） - 1773年7月22日、スザンナ・レスター（Susannah Leycester、ラルフ・レスターの娘）と結婚、子供あり